# Ultimate Aaliyah
Ultimate Aaliyah è la seconda raccolta postuma della cantante R&B Aaliyah. Pubblicata nel 2005, contiene 25 tracce divise in due cd più un DVD.

## Tracce

### Disco 1: Greatest Hits
| #   | Titolo                        | Durata |
| --- | ----------------------------- | ------ |
| 1.  | "One in a Million"            | 4:33   |
| 2.  | "If Your Girl Only Knew"      | 4:52   |
| 3.  | "Hot Like Fire"               | 4:25   |
| 4.  | "The One I Gave My Heart To"  | 4:32   |
| 5.  | "Got to Give It Up"           | 4:42   |
| 6.  | "4 Page Letter"               | 4:54   |
| 7.  | "We Need a Resolution"        | 4:04   |
| 8.  | "Rock the Boat"               | 4:35   |
| 9.  | "More Than a Woman"           | 3:50   |
| 10. | "I Care 4 U"                  | 4:36   |
| 11. | "Try Again"                   | 4:46   |
| 12. | "Back and Forth"              | 3:52   |
| 13. | "Are You That Somebody"       | 4:28   |
| 14. | "Don't Know What to Tell Ya"  | 5:04   |
| 15. | "Miss You"                    | 4:07   |
| 16. | "At Your Best (You Are Love)" | 4:50   |

### Disco 2:Are You Feelin' Me?
| #  | Titolo                                                         | Info                                                                          | Durata |
| -- | -------------------------------------------------------------- | ----------------------------------------------------------------------------- | ------ |
| 1. | "Are You Feelin' Me"                                           | dalla colonna sonora del film Romeo deve morire                               | 3:12   |
| 2. | "Messed Up"                                                    | bonus track inclusa in Aaliyah                                                | 3:36   |
| 3. | "Come Back in One Piece" (featuring DMX)                       | dalla Romeo Must Die soundtrack                                               | 4:20   |
| 4. | "I Don't Wanna"                                                | dalla Next Friday soundtrack e la Romeo Must Die soundtrack                   | 4:17   |
| 5. | "Man Undercover" (featuring Timbaland)                         | dall'album di Timbaland & Magoo Welcome to Our World                          | 4:44   |
| 6. | "John Blaze" (featuring Missy Elliott)                         | dall'album di Timbaland Tim's Bio: Life from Da Bassment                      | 4:02   |
| 7. | "I Am Music" (Timbaland featuring Aaliyah and Static of Playa) | from the Timbaland & Magoo album Indecent Proposal                            | 4:02   |
| 8. | "More Than a Woman (Bump N Flex Club Mix)"                     |                                                                               | 5:30   |
| 9. | "Hold On" (Timbaland & Magoo featuring Wyclef Jean)            | a tribute included on the Timbaland & Magoo album Under Construction, Part II | 5:05   |

### Disc 3: Ultimate Aaliyah DVD
- 1. E! True Hollywood Story 1:13:33
- 2. VH1 Behind The Music      2:10:08
- 3. The Aaliyah Story (Bonus features) 1:00:00